# Châteney
Châteney is een gemeente in het Franse departement Haute-Saône (regio Bourgogne-Franche-Comté) en telt 48 inwoners (2011). De plaats maakt deel uit van het arrondissement Lure.

## Geografie
De oppervlakte van Châteney bedraagt 2,6 km², de bevolkingsdichtheid is dus 18,5 inwoners per km².
De onderstaande kaart toont de ligging van Châteney met de belangrijkste infrastructuur en aangrenzende gemeenten.

## Demografie
Onderstaande figuur toont het verloop van het inwonertal (bron: INSEE-tellingen).

1. ↑  Populations de référence 2022.